# Ibis à queue pointue
Cercibis oxycerca
Genre
Espèce
Statut de conservation UICN

 LC  : Préoccupation mineure
L'Ibis à queue pointue (Cercibis oxycerca) est une espèce d'oiseaux de la famille des Threskiornithidae, la seule du genre Cercibis.

## Répartition
Cet oiseau vit en Colombie, au Venezuela, au Roraima, au Guyana et au Suriname.